# Провинција Хиго
Хиго (јап. 肥後国) је једна од 66 историјских провинција Јапана, која је постојала од почетка 8. века (закон Таихо из 703. године) до Мејџи реформи у другој половини 19. века. Хиго се налазио на западној обали острва Кјушу.
Царским декретом од 29. августа 1871. све постојеће провинције замењене су префектурама. Територија Хигоа припада данашњој префектури Кумамото.

## Географија
Хиго је западу излазио на Источно кинеско море, а провинцији је припадао и северни део архипелага Амакуса. На северу се граничила са провинцијама Чикуго и Бунго, на истоку са провинцијом Хјуга, а на југу са провинцијом Сацума.